# Ralekoti Mokhahlane
Ralekoti Mokhahlane (ur. 3 czerwca 1986) – lesotyjski piłkarz występujący na pozycji defensywnego pomocnika.

## Kariera klubowa
Ralekoti Mokhahlane karierę klubową rozpoczął w 2006 roku w sotyjskim klubie FC Likhopo, w którym grał sześć sezonów. Następnym jego klubem został Lesotho Correctional Services FC.

## Kariera reprezentacyjna
Mokhahlane w latach 2006-2018 rozegrał 37 meczów i strzelił 4 gole w reprezentacji Lesotho.